# Montrouziera verticillata
Montrouziera verticillata är en tvåhjärtbladig växtart som beskrevs av Jules Émile Planchon och Triana. Montrouziera verticillata ingår i släktet Montrouziera och familjen Clusiaceae. Inga underarter finns listade i Catalogue of Life.